# Antony, Hauts-de-Seine

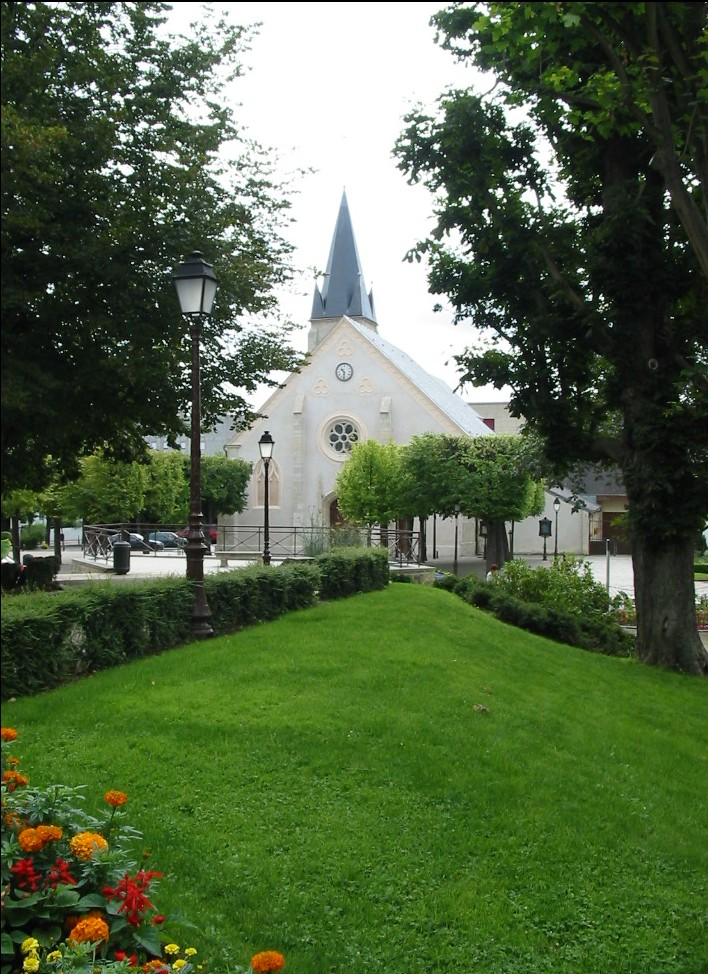
Église Saint Saturnin i Antony

Antony är en kommun i departementet Hauts-de-Seine i regionen Île-de-France i norra Frankrike och ligger i Paris södra förorter. År 2022 hade Antony 64 026 invånare.

## Historia
Namnet "Antony" härstammar från den rike, gallo-romerske markägare Antonius. "Antony" förekommer i skriftliga källor så tidigt som 829.
Efter hundraåriga kriget bodde inte fler än ett hundratal invånare i Antony. Stadens blomstrings tid kom då Frans I låt bygga vägen mellan Paris och Orléans. Därefter började man tillverka gips och vax i Antony som innan tågets ankomst 1854 ännu bara hade omkring 1 000 invånare. När tågtrafiken fick sitt stora genombrott 1870 förvandlades byn till en stad av alla de parisare som flydde de höga markpriserna i huvudstaden.
1936 hade Antony 19 780 invånare och omkring 1999 hade befolkningen stabiliserat sig kring 60 000 invånare. Med sin yta på 970 hektar gör det Antony till en av Paris-regionens största kommuner.

## Befolkningsutveckling
Antalet invånare i kommunen Antony
| Referens: INSEE |